# Centre de recherche en informatique de Montréal
Le Centre de recherche informatique de Montréal (CRIM) est un centre de recherche créé en 1985 par un groupe d'entreprises et d'universités.
En plus de faire de la recherche appliquée, sa mission principale est le transfert de technologies et de connaissances vers l'industrie.